# Microdillus peeli
Microdillus peeli é uma espécie de roedor da família Muridae.
Apenas pode ser encontrada na Somália.
Os seus habitats naturais são: matagal árido tropical ou subtropical.